# Jhansi
Jhansi è una suddivisione dell'India, classificata come municipal board, di 383 248 abitanti, capoluogo del distretto di Jhansi e della divisione di Jhansi, nello stato federato dell'Uttar Pradesh. In base al numero di abitanti la città rientra nella classe I (da 100 000 persone in su).

## Geografia fisica
La città è situata a 25° 25' 60 N e 78° 34' 60 E e ha un'altitudine di 284 m s.l.m.

## Società

### Evoluzione demografica
Al censimento del 2001 la popolazione di Jhansi assommava a 383 248 persone, delle quali 203 003 maschi e 180 245 femmine. I bambini di età inferiore o uguale ai sei anni assommavano a 47 671, dei quali 25 414 maschi e 22 257 femmine. Infine, coloro che erano in grado di saper almeno leggere e scrivere erano 270 238, dei quali 155 254 maschi e 114 984 femmine.